# 織部典成
織部 典成（おりべ よしなり、2000年8月18日 - ）は、日本の俳優。大阪府出身。Sony Music Entertainment所属。劇団番町ボーイズ☆（2024年3月31日で卒業）、ダンスヴォーカルグループ銀河団 from 劇団番町ボーイズ☆の元メンバー。スマホアプリ「ディズニー ツイステッドワンダーランド」のスペシャルユニットNight Ravensのメンバー。

## 来歴
2015年に受けたSONY MUSICのオーディションをきっかけにデビュー。

2017年2月より、ダンスヴォーカルグループ『銀河団』のメンバーとして活動を開始。

2018年1月には、「CONOMi 第5回日本制服アワード」にて男子グランプリを受賞。

2018年4月より、候補生期間を経て、劇団番町ボーイズ☆へ加入。

2024年3月31日をもって、劇団番町ボーイズ☆からの卒業を発表。

2024年10月13日に、オフィシャルファンクラブを開設。

## 人物
- 趣味はサウナ、激辛料理、ダイビング。[6][7]
- 特技はサッカー、ダンス、空手、手話。

## 出演
太字は主演。

### 舞台

#### 劇団番町ボーイズ☆
- 第8回本公演「ニーテンナナゴー」（2017年7月、シアターグリーン BIG TREE THEATER）- 天使 役
- 第9回本公演 スイーツボーイズ2nd『甘くはないぜ!2』〜ワールドオブシュガーレス〜（2017年8月 - 9月、新宿村LIVE）- 織部典成（本人） 役
- 第10回本公演 舞台「クローズZERO」（2017年11月 - 12月、CBGKシブゲキ!!） - 杉原誠 役
- 第11回本公演 舞台「眠れない羊～番町ボーイズ☆の場合～」（2018年5月、恵比寿・エコー劇場） - 広太 役
- 劇団番町ボーイズ☆×10神ACTOR共同公演 スイーツボーイズ3rd「甘くはないぜ!3」（2019年2月、中目黒キンケロ・シアター、HEP HALL、パピヨン24ガスホール）- 聖護院是清 役[8][9]
- 劇団番町ボーイズ☆×10神ACTORコラボ公演 舞台「クローズZERO」（2019年5月 - 6月、パピヨン24ガスホール / ABCホール / 草月ホール）- 杉原誠 役
- 劇団番町ボーイズ☆NEXT 第1回公演「壬生狼ヤングゼネレーション」（2019年8月、シアター風姿花伝） - 土方歳三 / 馬詰柳太郎 役 ※Wキャスト[10]
- 第13回本公演「おれの白飯を超えてゆけ！2020」（2020年5月、中目黒キンケロ・シアター）ゲスト出演 ※新型コロナウィルス感染症の影響で公演中止
- 劇団番町ボーイズ☆NEXT 第2回公演「ギブアップダンス!!!」（2021年2月、中目黒キンケロ・シアター）- KEIGO 役[11]
- 劇団番町ボーイズ☆第14回本公演「逃げろ、逃げるな。」（2022年3月、CBGKシブゲキ!!）※日替わりゲスト出演
- ショートコント劇「ばんぼぺんでんす・でぃ」（2023年7月、新宿FACE）

#### 個人
- 劇団TEAM-ODAC 第30回本公演 「猫と犬と約束の燈2018-夏」（2018年7月、全労済ホール/スペース・ゼロ） - 松平有希 役
- 朗読劇「朝彦と夜彦 1987」（2019年8月、シダックスカルチャーホール） - 朝彦 役
- ハイパープロジェション演劇「ハイキュー!!」 - 山口忠 役
  - “飛翔”（2019年11月 - 12月、TOKYO DOME CITY HALL / 大阪メルパルクホール / 多賀城市民会館大ホール / 日本青年館ホール）[12]
  - “最強の挑戦者（チャレンジャー）”（2020年3月 - 5月、TOKYO DOME CITY HALL / あましんアルカイックホール / 多賀城市民会館大ホール / 久留米シティプラザ ザ・グランドホール / 大阪メルパルクホール）[13][14]
  - "ゴミ捨て場の決戦"（2020年10月 - 12月、TOKYO DOME CITY HALL / 大阪メルパルクホール / 多賀城市民会館大ホール / 北九州ソレイユホール）
  - "頂の景色・２"（2021年3月 - 5月、TOKYO DOME CITY HALL / 多賀城市民会館大ホール / 梅田芸術劇場 シアター・ドラマシティ / あましんアルカイックホール / 北九州ソレイユホール）
- 朗読劇「朝彦と夜彦 1987」（2020年12月、六本木トリコロールシアター）- 夜彦 役
- This is お感情博士！（2021年6月、俳優座劇場）- 未来 役
- 舞台「一瞬の風になれ」（2021年10月 - 11月、かめありリリオホール / 杜のホールはしもと）- 一ノ瀬連 役
- 朗読劇「手紙～間宮家の34通～」（2022年7月、song & supper BAROOM）- 間宮浩二 役
- 劇団時間制作第二十五回本公演「12人の淋しい親たち」（2022年9月 - 10月、東京芸術劇場シアターウエスト）- 朝倉道人 役[15]
- 舞台『ブルーロック』 - 國神錬介 役
  - 2nd STAGE（2024年1月、京都劇場 / ヒューリックホール東京）[16]
  - 3rd STAGE（2024年8月、東大阪市文化創造館 Dream House 大ホール / シアターH）[17]
- 『HUNTER×HUNTER』THE STAGE - シャルナーク 役
  - 『HUNTER×HUNTER』THE STAGE 2（2024年3月 - 4月、天王洲 銀河劇場 / 梅田芸術劇場シアター・ドラマシティ）
  - 『HUNTER×HUNTER』THE STAGE 3（2025年5月17日 - 6月15日、天王洲 銀河劇場 / SkyシアターMBS）[18]
- 劇団おぼんろ 第24回本公演「聖ダジュメリ曲芸団」（2024年5月30日 - 6月9日、Mixalive TOKYO Theater Mixa）- チュードク 役[19][20]
- 朗読劇「青野くんに触りたいから死にたい」presented by eeo Stage（2024年9月11日 - 16日、CBGKシブゲキ!!） - 堀江春希 役 ※Wキャスト[21]
- 舞台「ぐらんぶる」（2024年11月13日 - 17日、Mixalive TOKYO Theater Mixa） - 御手洗優 役[22]
- 笑いの実践集団 第3回公演 リーディングアクト「夏と夜と夢」（2025年1月14日 - 19日、シアター・アルファ東京）- 真 役[23]
- 舞台『春、さようならは言わない。』（2025年3月13日 - 18日、Mixalive TOKYO Hall Mixa）- 橘浩輔 役[24][25]
- Uzume 第13回公演「人を喰らって生きてきた。」（2025年4月9日 - 13日、テアトルBONBON）- シナノ 役[26][27]
- The Smoke Shelterプロデュース＃4「BELOVED」（2025年6月 - 7月、AI・HALL / 恵比寿・エコー劇場）- 鵜飼宗太 役[28][29]
- NOVA.companyプロデュース 『ISHIN-医新-』（2025年8月、六行会ホール） - 沖田総司 役[30]
- 舞台『探偵東堂解の事件録 -大正浪漫探偵譚-』（2025年9月〈予定〉、すみだパークシアター倉）[31]
- 復刻 舞台 増田こうすけ劇場 ギャグマンガ日和 〜奥の細道 地獄のランウェイ編〜（2025年10月 - 11月〈予定〉、雷5656会館 ときわホール） - 鬼男 役[32][33]

### テレビドラマ
- 暴太郎戦隊ドンブラザーズ 第24話（2022年8月14日、テレビ朝日） - 耕一郎 役[34]
- 大奥 第6回（2023年2月14日、NHK）- 上様の念者 役
- 僕らのあざとい朝ごはん -続いていく僕らの日々-（2023年3月29日、テレビ東京）[35]
- たとえあなたを忘れても 第8話・第9話（2023年12月10日・17日、テレビ朝日）- 森岡淳樹 役[36]

### 配信ドラマ
- サギトリ！～警視庁 特殊詐欺取扱係･船木瑛一～（2019年12月6日配信開始、スマートボーイズ（アプリ）） - 近藤優希 役[37]
- 深海くんと月影ちゃん season3（2020年6月15日 - 19日、YouTube） - 主演・深海くん 役（伊原六花とのダブル主演）[38][39]
- サギトリ！２～警視庁 特殊詐欺取扱係・船木瑛一、閉じ込められる!?～（2021年2月26日配信開始、スマートボーイズ（アプリ））- 近藤優希 役[40]
- 僕らのあざとい朝ごはん Episode５（2022年10月29日・11月5日配信開始、YouTube）[41]
- 結婚するって、本当ですか（2022年10月7日配信開始、Amazon prime）- 伊槻佳祐 役[42]
- 早期がん検診啓発プロジェクト「これからも、君が好きでした。」（2023年2月27日配信開始、YouTube）- 篠宮翔 役[43]
- ショジョ恋。（2023年3月21日配信開始、FOD）- タケル 役
- 古書堂ものがたり　第1話・第2話「誰のゾンビ？」（2023年4月配信開始、Lemino）- 吉沢直也 役[44]

### 映画
- 最後の審判（2019年3月）
- 僕が君の耳になる（2021年5月）- 純平 役[45][46]
- 私の卒業-第3期-「あしたのわたしへ」（2022年3月）- 清水洋輝 役[47]
- HiGH&LOW THE WORST X（2022年9月）- 鬼邪高校の生徒 役
- 劇場版 美しい彼～eternal～（2023年4月）- 桐谷マネージャー 役
- 夜が明けたら、いちばんに君に会いにいく（2023年9月）[48]

### ミュージックビデオ
- whiteeeen2「ハニートースト」（2018年5月30日）
- Brown's Diesel「daybreak」（2025年2月22日）[49]

### テレビ
- ひるキュン!（2018年8月 - 、TOKYO MX）お天気お兄さん（月曜日レギュラー）
- 7人の夫　劇団ヘラクレスの掟NextStage（2018年10月、東海テレビ）- 加藤霧矢 役
- 痛快TV スカッとジャパン 「有名人体験談スカッと」（2019年1月28日、フジテレビ）[50]
- あざとくて何が悪いの？（2022年2月19日、テレビ朝日）
- 行列のできる相談所（2022年7月3日、日本テレビ）- 間宮祥太朗 役（再現VTR）
- 土曜のトオルとカヲル（2023年3月18日・25日、BS松竹東急）
- 行列のできる相談所（2023年3月26日、日本テレビ）- 八乙女光 役（再現VTR）

### CM
- 積水ハウス　イズ・シリーズ「にわか雨」篇（2017年10月）
- ブリヂストンサイクル株式会社「通学自転車、始めて乗るなら両輪駆動。 出張！電動アシスト体験トラック 学校」篇（2018年1月）
- 花王 2018年花王春の咲く咲くフェア（2018年2月）web CM
- コナミ「ウイニングイレブン2018」アプリ（2018年6月）
- 日本コカ・コーラ「い・ろ・は・す」（2019年8月）

### イベント
- 番町ボーイズ☆
  - 番町ボーイズ☆学園祭Vol.1 ～マドンナ争奪戦!～（2018年3月18日、渋谷WWW X）
  - 番町ボーイズ☆夏祭りLIVE(2019年7月15日、新宿BLAZE)
  - 番ボ☆CHAN会員限定イベント（2019年9月15日）
  - 劇団番町ボーイズ☆ THANKS for 2019 LIVE（2019年12月22日、Shibuya eggman）
  - 劇団番町ボーイズ☆× 10神ACTOR コラボ企画『九州男児と人狼くんには騙されない』（2020年6月14日配信、SHOWROOM）[51]
  - 劇団番町ボーイズ☆ 2020年お疲れさまONLINE LIVE（2020年12月21日配信）
  - 劇団番町ボーイズ☆NEXT第2回公演「ギブアップダンス!!!」DVD発売記念配信イベント（2021年8月22日配信、YouTube）
  - 劇団番町ボーイズ☆全員集合！2021年もありがとうLIVE（2021年12月6日、新宿BLAZE）
  - 劇団番町ボーイズ☆全員集合！2022年感謝祭LIVE（2022年12月27日、大手町三井ホール）※番町ボーイズ☆回
  - 劇団番町ボーイズ☆メモリアルイベント－X－（2023年3月27日、ヒューリックホール東京）
  - 劇団番町ボーイズ☆LIVE 2023～今年もみんなで騒いじゃお！～（2023年12月17日、品川ザ・グランドホール）
- 菊池さんちの修司くん、24歳になったってよ!（2019年11月30日、ベルサール六本木）※二部ゲスト
- スマートボーイズPresents『サギトリ！～警視庁 特殊詐欺取扱係･船木瑛一～』完成披露イベント（2019年12月1日、原宿クエストホール）[52][53]
- 織部典成の20th Birthday ONLINE PARTY（2020年8月18日配信、ONSTAGE）
- 織部典成21st Birthday ONLINE PARTY（2021年8月18日配信、ONSTAGE）
- 『サギトリ！２』DVD発売記念トークイベント（2021年8月29日、浜離宮朝日ホール 小ホール）
- 菊池さんちの修司くん、26歳になったってよ！～今年は大好きなみんなに祝ってもらう！～（2021年10月31日、TOKYO FM HALL）※一部サプライズゲスト
- 一ノ瀬竜 24th Birthday Event（2021年11月28日、R'sアートコート）※一部ゲスト
- 朝食特化型WEBドラマ「僕らのあざとい朝ごはん」スペシャルイベント（2022年12月17日・18日、LIFORK原宿）
- ちわ界〜32th birthday event〜（2023年8月15日、高円寺StudioK）※MC
- ORIBE YOSHINARI FAN MEETING -smile to the world-（2024年10月13日、原宿ストロボカフェ）[54]
- 田鶴翔吾 FAN EVENT -忘年会スペシャル-（2024年12月28日、新宿シアターモリエール）※1部ゲスト[55]
- ORIBE YOSHINARI 25th Birthday Event（2025年8月9日、Hall Mixa）[56]

### その他
- 若手発掘育成プロジェクト「私の卒業」第３期メンバー（2022年）